# Выпряжково
Выпряжково — бывшее село, ставшее частью Москвы в XVIII столетии. Располагалось на территории современного Пресненского района.
Село Выпряжково находилось близ села Кудрино, при впадении в Москву-реку ручья Студенец. Первое упоминание о нем имеется в завещании сподвижника Дмитрия Донского князя Владимира Андреевича Серпуховского, которое датируется началом XV века. Село подверглось разорению в годы усобицы между Василием Темным и сыновьями князя Юрия Дмитриевича. С тех пор Выпряжково стало селом Кудринской вотчины, принадлежавшей Новинскому монастырю.
Монастырь владел селом вплоть до начала XVIII века, когда оно было пожаловано князю Матвею Петровичу Гагарину, видному сподвижнику Петра Великого. После его казни за взяточничество село было конфисковано, однако спустя некоторое время было передано его сыну Алексею. В это время село именовалось Студенец по имени княжеской усадьбы. Гагарины владели усадьбой вплоть до конца XVIII века. В 1834 году новые владельцы передали её государству для организации школы садоводства.